# Pordenonelegge.it
Pordenonelegge.it - Festa del libro con gli autori, è un festival letterario organizzato dalla Fondazione Pordenonelegge.it che si svolge a Pordenone durante il mese di settembre (XXIII edizione, dal 14 al 18 settembre 2022). I curatori del festival sono Gian Mario Villalta (Direttore Artistico), Alberto Garlini e Valentina Gasparet. Il presidente della Fondazione Pordenonelegge.it è Michelangelo Agrusti.

## Storia
La prima edizione del festival si è tenuta nel 2000 a Pordenone , con 75 autori e 40 editori. Gli stand degli editori vennero all'epoca ospitati presso l'ex Convento di San Francesco . Da allora il numero di eventi è cresciuto, interessando diversi luoghi ed edifici nel centro storico della città che durante le cinque giornate del mese di settembre subisce alcune limitazioni del traffico per consentire l'affluenza del pubblico. In precedenza, dal 1990 al 1999 si era tenuto sempre a Pordenone il salone del libro Edit Expo, ospitata nei padiglioni della fiera cittadina.
Sono oltre 200 gli autori che mediamente ogni anno animano gli incontri nelle giornate del festival che si è tenuto in forma ridotta anche nel 2020 e 2021, contingentando il pubblico e il numero degli eventi a causa della pandemia da Covid-19.

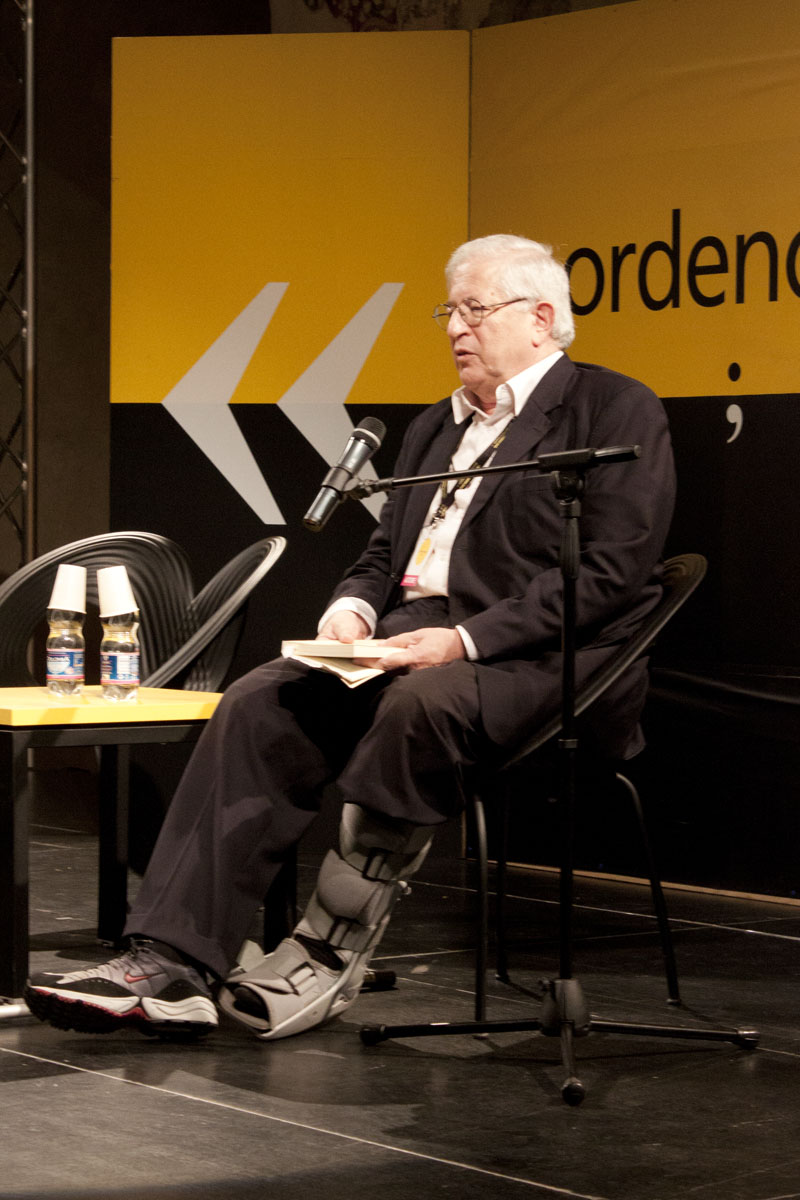
Lectio Magistralis di Richard Gombrich a pordenonelegge.it 2013

Il festival ha una forte valenza economica non solo per la città ma per tutta la provincia. Nel corso degli anni ha coinvolto anche i paesi limitrofi con alcuni eventi nel territorio provinciale che si svolgono durante le giornate del festival. Dall'edizione 2021 l'evento inaugurale si tiene anche nelle città di Trieste e Lignano Sabbiadoro, mentre alcuni eventi in calendario si svolgono in altri comuni della provincia di Pordenone, quali Casarsa della Delizia, Azzano Decimo, Cordenons, Maniago, Sacile, San Vito al Tagliamento, Spilimbergo, Prata di Pordenone e Sesto al Reghena.

### Fondazione
L'organizzazione del festival è stata in capo alla Camera di Commercio di Pordenone, attraverso la sua Azienda Speciale ConCentro, fino al 2013, anno in cui è stata data vita alla Fondazione Pordenonelegge.it, nata per agevolare alcuni processi economici e gestionali. La Fondazione dall'edizione 2014 ad oggi segue, durante il corso dell'anno, diversi eventi legati al mondo dell'editoria, in particolare nel campo della poesia con progetti editoriali con la casa editrice Lietocolle prima e oggi con Samuele Editore.
La Fondazione collabora con il Salone internazionale del libro di Torino, curando gli eventi dedicati alla poesia. Inoltre partecipa all'organizzazione di altri eventi in Friuli Venezia Giulia, quali il festival Geografie a Monfalcone, il Premio Hemingway di Lignano Sabbiadoro, LibrINsieme alla Fiera di Udine.
Inoltre organizza il premio letterario "Il racconto dei luoghi nel tempo" per la Regione Friuli Venezia Giulia e, nell'ambito della poesia, il "Premio Umberto Saba" per la Regione Friuli Venezia Giulia e il Comune di Trieste. I vincitori di questi premi vengono ospitati nel corso delle giornate del festival.

## Caratteristiche

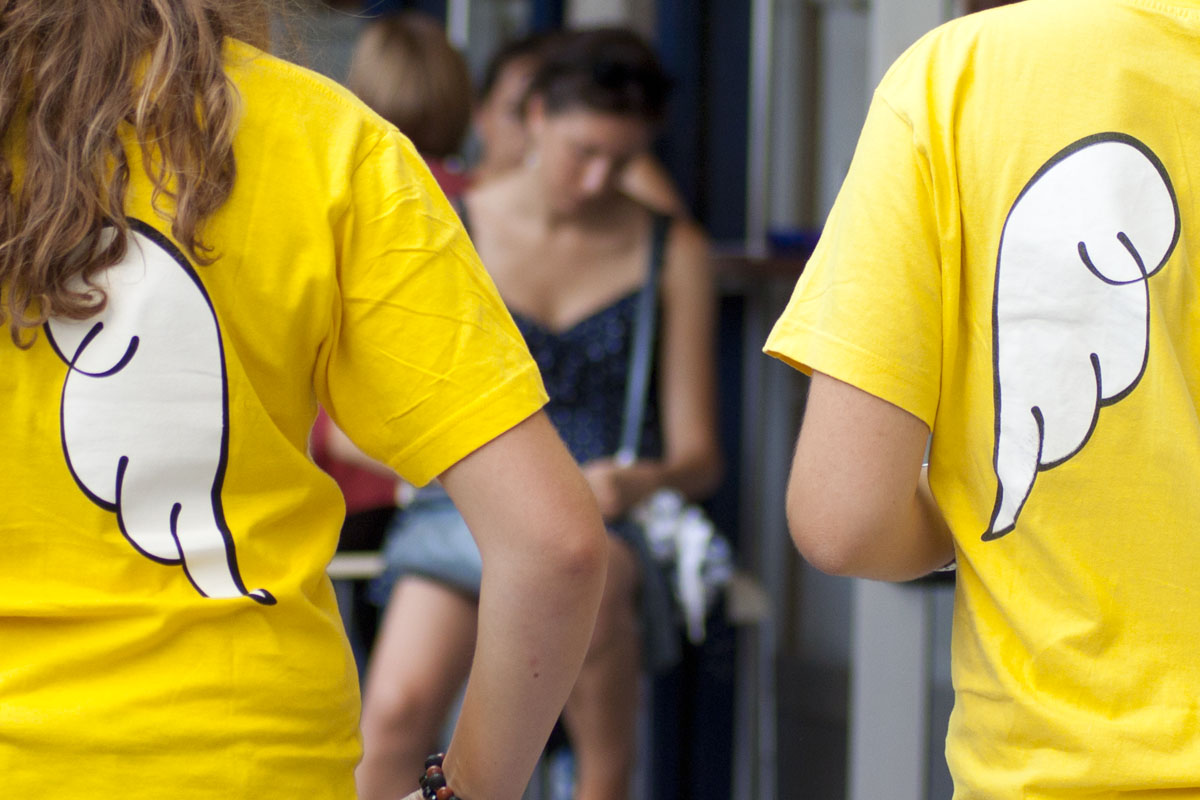
Angeli di pordenonelegge, edizione 2011

Il colore ufficiale della manifestazione è il giallo. L'immagine simbolo della manifestazione viene sostituita ogni anno e presentata nel corso di una conferenza stampa che si svolge solitamente nel mese di luglio, in cui vengono annunciati gli ospiti dell'edizione dell'anno. Il logo dell'edizione 2020, che rappresentava il gesto scaramantico delle corna, ha vinto il premio "La Buona Grafica" promosso da Trovafestival.
L'organizzazione del festival coinvolge anche molti giovani che offrono il loro aiuto come "angeli", riconoscibili dalla maglietta gialla con due ali stilizzate sul retro e che vengono reclutati ogni anno attraverso bandi specifici.
Oltre agli incontri con gli autori vi sono alcuni contenitori ricorrenti all'interno del programma del festival, come il contest "Caro autore, ti scrivo...", lo spazio per gli editori a km0, i libri "fuori catalogo", la Libreria della Poesia.